# Bodega Bay
Bodega Bay is een ondiepe, rotsachtige inham van de Stille Oceaan aan de kust van Noord-Californië in de Verenigde Staten. De baai bevindt zich zo'n 60 kilometer ten noordwesten van San Francisco en 32 km ten westen van Santa Rosa.
Bodega Bay is van noord naar zuid zo'n 8 km lang. In het noorden – in Sonoma County – wordt de baai beschermd door Bodega Head, waarachter Bodega Harbor schuilt. Bodega Harbor is een kleinere inham en natuurlijke haven die afgescheiden is van de Bodega Bay door een smal, zanderig stuk land. Ten oosten van de Harbor ligt het plaatsje Bodega Bay. In het zuiden – in Marin County – sluit de baai aan op de opening van de Tomales Bay. Afgezien van Bodega Harbor maakt de hele baai deel uit van het Gulf of the Farallones National Marine Sanctuary.
De plaats staat bekend als de filmlocatie van Alfred Hitchcocks thriller The Birds (1963). Ook The Fog (1980) werd opgenomen in het plaatsje Bodega Bay en in de omtrek van de baai.